# クリストキント

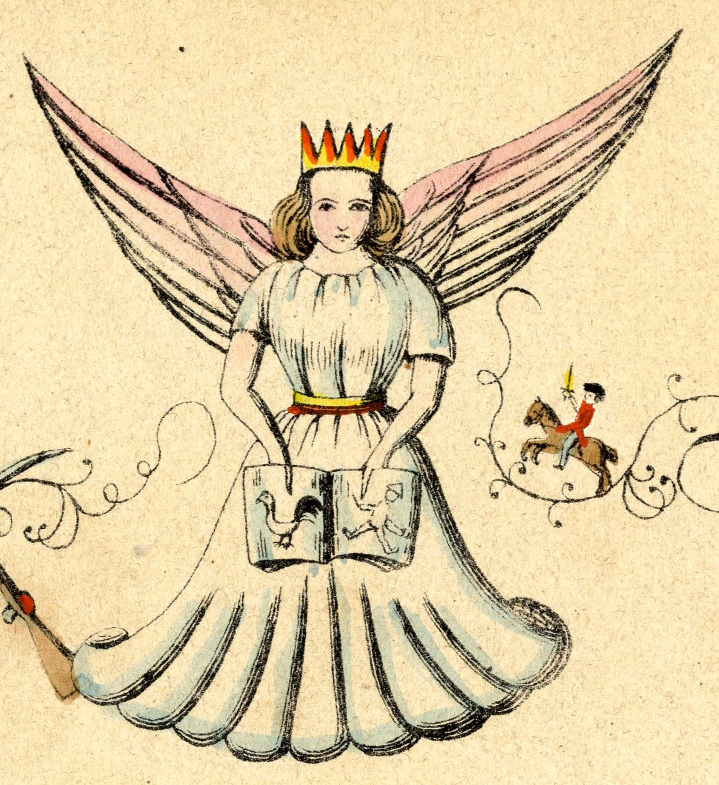
クリストキントを描いたイラスト（1845年の本より）

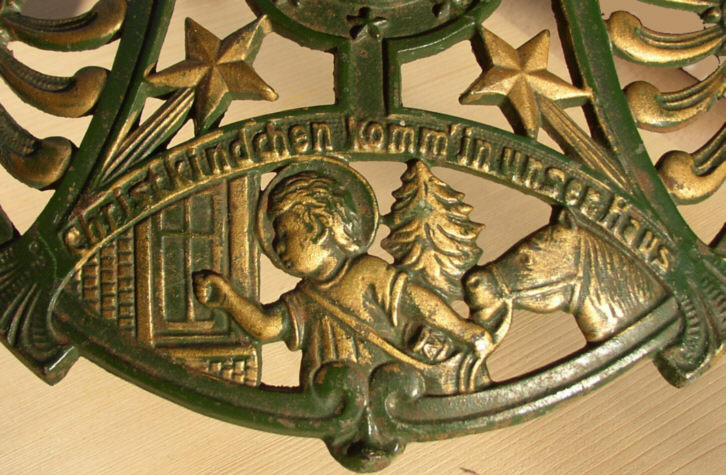
家を訪問するクリストキント

クリストキント（独：Christkind, Christuskind）は、主にドイツ南部、オーストリア、スイス、ハンガリー、チェコ、スロバキアなどに伝わるクリスマスの天使。
名前は「幼いキリスト」だが、そのイメージは、女性の姿で想像されている。サンタクロースと同じような役割を持つ。ドイツのニュルンベルクでは2年に1度、若い女性のなかからコンテストでクリストキントが選ばれる。金と白の衣装を身にまとい、金髪の巻き髪のかつらをつける。

## 歴史
マルチン・ルターが聖人崇拝を禁止した後のプロテスタントの間では、年に1回子供たちに贈り物を配るのは聖ニコラウスではなく幼子キリストの役割とされ、贈り物の日も聖ニコラウスの日である12月6日からキリスト生誕の前夜である12月24日に変わった。これには、教会が子供たちに対してクリスマスの主役はキリストであることに注意を向けたいという意思があったとされる。
クリストキントがラインラントやバイエルンなどといったドイツのカトリック教徒の多い地方に広がったのは、19世紀のことであった。以後、クリストキントはヨーロッパのカトリック圏や中南米のカトリック国の間に広がり、今日に至っている。もともと、クリストキントを受容した北ドイツのプロテスタントの間では次第にヴァイナハツマン（独: Weihnachtsmann、サンタクロースのドイツ版で、クリスマスに贈り物を配って回る人物）が人気を持つようになっていった一方、南ドイツやオーストリアなどのカトリックの間ではクリストキントがサンタクロースの地位を奪うに至っている。

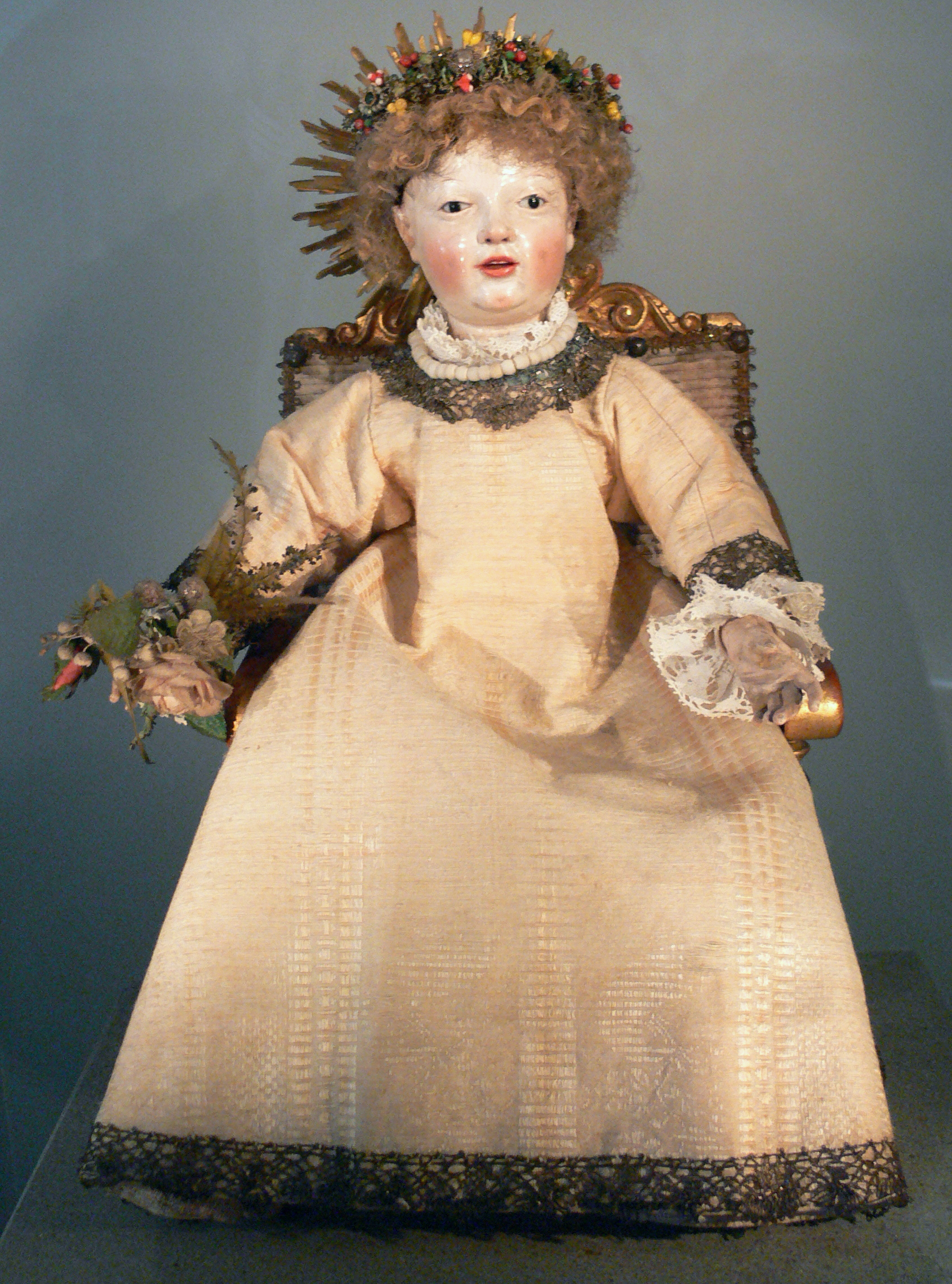
バイエルン国立博物館（ドイツ語版、英語版）所蔵のクリストキント像（冠は17世紀ごろ、像は18世紀ごろの作）
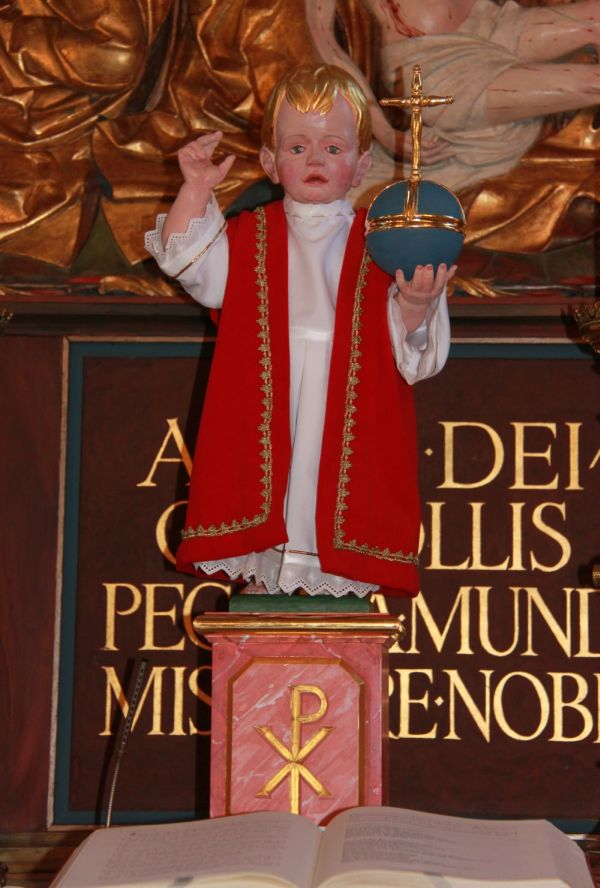
Bornkinnel（エルツ山脈地方でよくみられる、幼児イエスの立像）
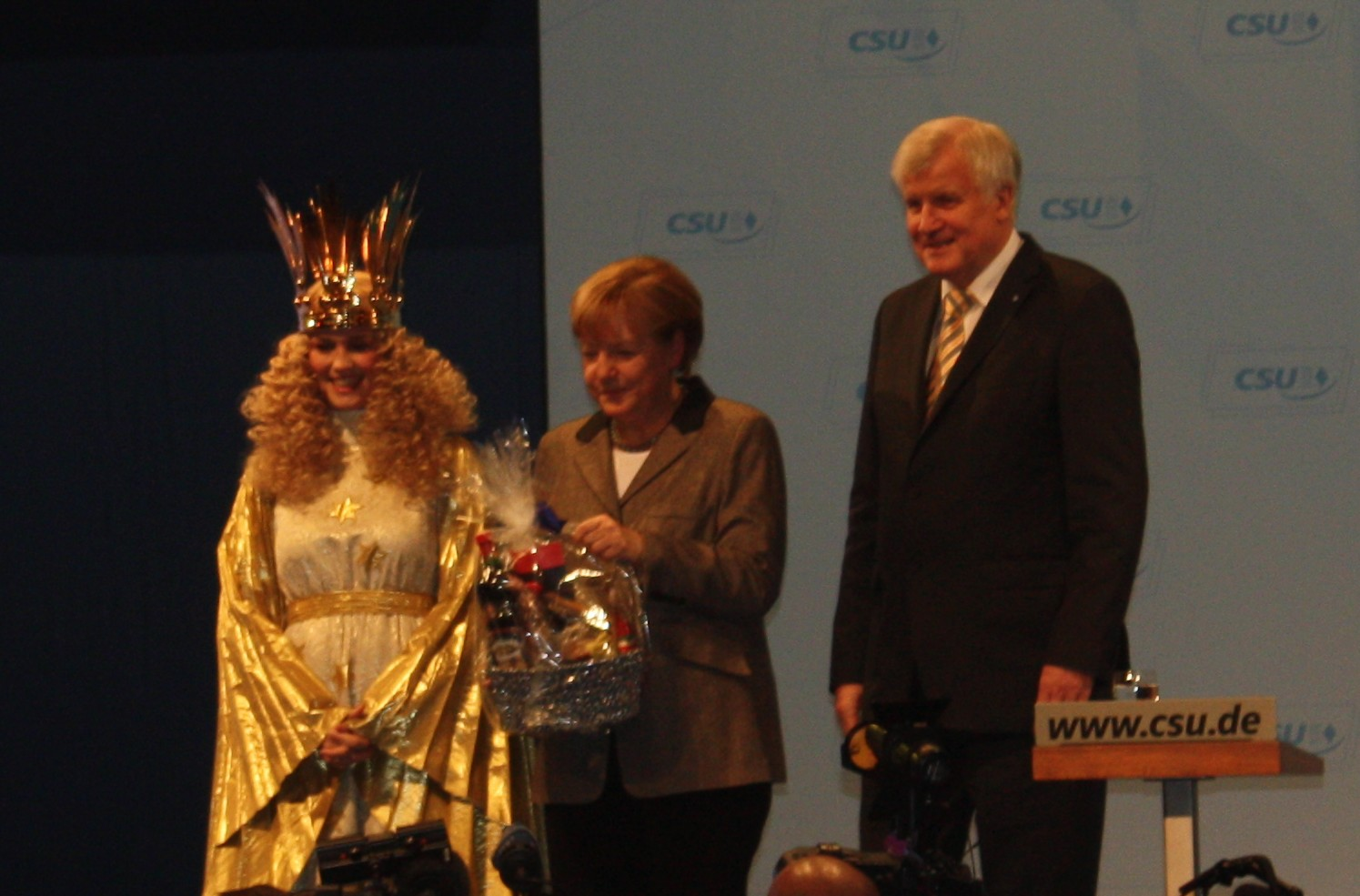
2014年12月にニュルンベルクで開催されたキリスト教社会同盟 (CSU) の大会で、アンゲラ・メルケル首相とホルスト・ゼーホーファーバイエルン州首相に贈り物を渡すクリストキント役の女性
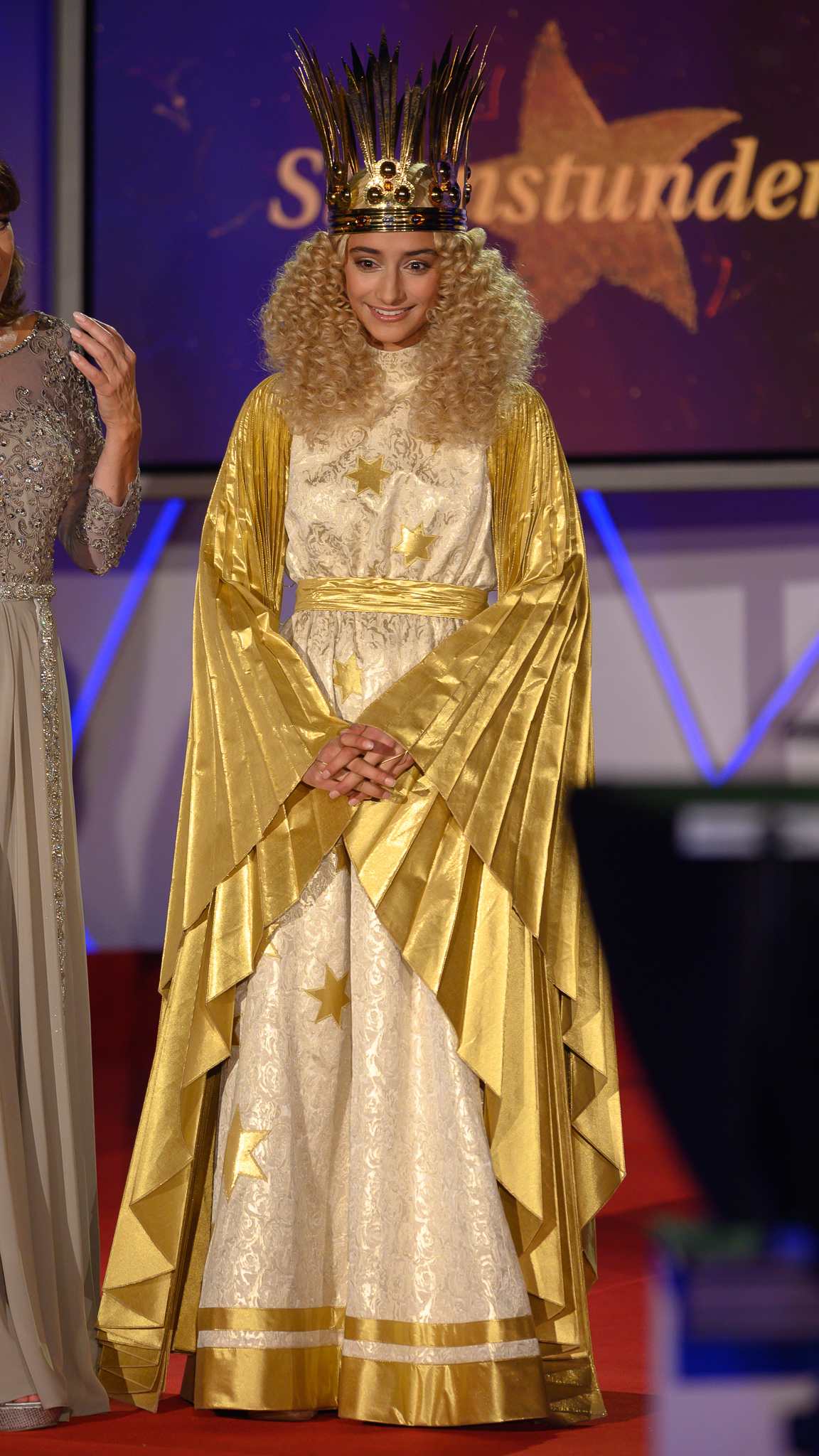
ニュルンベルクのクリストキント